# 회동천

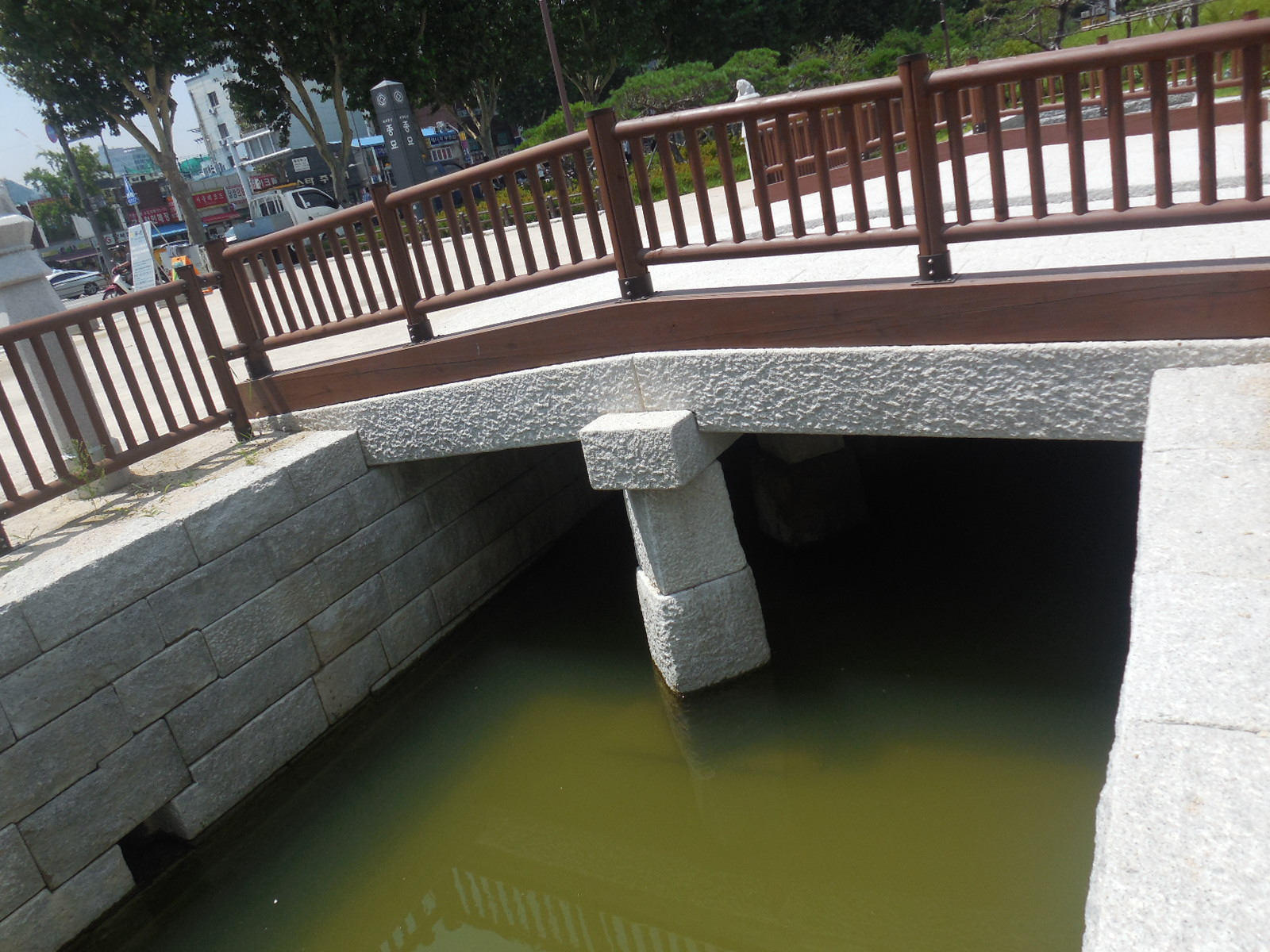
종묘전교 (옆)

회동천(灰洞川)은 옥류천으로 합류하는 하천으로, 현재는 복개되었다. 준천사실에는 회동지수(灰洞之水)로 되어 있고, 금위영천과 북영천이 합류하는 부근은 파자교지수(把子橋之水)로 적혀 있다. 한경지략에는 원동천수(院洞川水)로, 동국여지비고에는 회동(灰洞)으로 되어 있다. 상류부터 차례로 제생동천, 금위영천, 북영천을 합류시켰다.
원래는 수표교와 하랑교 사이에서 청계천으로 바로 합류하였다. 그러나 하천이 자주 범람하자 1421년, 물길을 종로의 북쪽에서 동쪽으로 선회하여 옥류천의 이교(二橋) 부근으로 합수하도록 바꾸었다.

## 과거의 다리
조선 시대의 회동천의 다리 목록이다.
- 침교(沈橋) : 재동 96번지 운현궁 북쪽에 있었으며, 고종 때 토사에 묻힌 것으로 추정된다.[3]
- 파자교(把子橋) : 묘동 57번지 단성사 앞에 있었으며, 창덕궁으로 오가던 관리들이 지났기 때문에 파조교(罷朝橋)라고도 하였다.[4] 원래 대나무[把子]를 얽은 위에 흙을 올려 다리를 지었기 때문에 붙은 이름이다.[4] 억울한 일을 당한 백성들이 관리들을 만나기 위하여 이 다리에서 기다리기도 하였고[4], 다리 위에 정부를 비판하는 글을 걸어두기도 하였다.[5]
- 종묘전교(宗廟前橋) : 종묘 외대문과 종로를 잇는 어도(御道) 위에 위치하였다. 1920년대에 하수도 정비 공사 과정에서 매립되었다가, 2008년 11월부터 2010년 1월까지 종묘 앞 광장을 발굴하던 중 발견되었다.[6] 2016년에 복원 및 공개되었다.
- - : 수선전도 등에 표시는 되어 있으나 이름은 모른다.[7] 지금의 창경궁로가 지나는 위치에 있었다.
- - : 종로4가와 종로5가 사이에 있었으며, 수선전도 등에 표시는 되어 있으나 이름은 모른다.[7]